# Équipe de Nouvelle-Calédonie de basket-ball des moins de 17 ans
 (juillet 2019).
Actualités
 L’équipe de basketball des moins de 16 ans et des moins de 17 ans de Nouvelle-Calédonie est l'équipe nationale de basketball de Nouvelle-Calédonie, administrée par la Région fédérale de Nouvelle-Calédonie de basketball. 
Elle représente le pays dans les compétitions internationales de basketball des moins de 16 ans et des moins de 17 ans.